# اصل دو ظرفیتی
در منطق، اصل دو ظرفیتی (به انگلیسی: Principle of bivalence) بیان می‌کند که هر گزاره دقیقاً یک ارزش دارد، یا درست و یا نادرست. منطقی که این اصل در آن وجود دارد و آن را می‌پذیرد، منطق دو ارزشی یا منطق دو ظرفیتی نامیده می‌شود.
در منطق صوری، اصل دو ظرفیتی به خاصیتی تبدیل می‌شود که یک معناشناسی منطقی ممکن است آن را داشته باشد یا نداشته باشد. با این حال، با اصل طرد شق ثالث یکسان نیست و یک معناشناسی ممکن است بدون دو ظرفیتی بودن، آن قانون را بپذیرد.
اصل دو ظرفیتی در منطق فلسفی مورد بررسی قرار می‌گیرد تا به این پرسش پرداخته شود که «کدام گزاره‌های زبان طبیعی دارای ارزش کاملاً مشخصی هستند؟». تعیین ارزش جملاتی که رویدادهای آینده را پیش‌بینی می‌کنند و جملاتی که به‌نظر می‌آیند قابل تفسیر هستند، به‌ویژه برای فیلسوفانی که معتقدند اصل دو ظرفیتی برای همۀ گزاره‌های بیانی زبان طبیعی اعمال می‌شود، دشوار است. منطق‌های چند-ارزشی، ایده‌هایی را رسمیت می‌دهند که توصیف واقع‌گرایانۀ مفهوم استلزام، مستلزم پذیرفتن مقدماتی است که به دلیل ابهام، عدم قطعیت زمانی یا کوانتومی، یا عدم ارجاع، نمی‌توان به‌طور کلاسیک آن‌ها را دو ظرفیتی در نظر گرفت. خرابی‌های مرجع را می‌توان با منطق‌های آزاد نیز برطرف کرد.

## رابطه بااصل طرد شق ثالث
اصل دو ظرفیتی با اصل طرد شق ثالث مرتبط است، اگرچه که اصل طرد شق ثالث بیان نحوی زبان منطقی به شکل "{\displaystyle P\lor \neg P}" است. تفاوت بین اصل دو ظرفیتی و اصل طرد شق ثالث مهم است؛ زیرا منطق‌هایی وجود دارند که قانون را معتبر می‌دانند اما اصل را تأیید نمی‌کنند. به عنوان مثال، منطق فراسازگار سه ارزشی، اصل طرد شق ثالث را تأیید می‌کند، اما اصل امتناع تناقض، {\displaystyle \neg (P\land \neg P)} را تایید نمی‌کند و معنایی مورد نظر آن دو ظرفیتی نیست. منطق شهودی، یک منطق دو ارزشی است، اما در آن اصل طرد شق ثالث برقرار نیست. در منطق کلاسیک دو ارزشی، هم اصل طرد شق ثالث و هم اصل امتناع تناقض برقرار است.